# Partito dell'Armonia Nazionale
Il Partito dell'Armonia Nazionale (in lettone: Tautas Saskaņas Partija – TSP) è stato un partito politico lettone di orientamento socialdemocratico fondato nel 1994 e dissoltosi nel 2010.

## Storia
Il partito si è affermato in seguito allo scioglimento del Fronte Nazionale, la coalizione che guidò la Lettonia nel periodo successivo alla caduta dell'Unione Sovietica.
Dal 1998 al 2003 ha aderito alla coalizione denominata Per i Diritti Umani nella Lettonia Unita, insieme al Partito Socialista di Lettonia. Dal 2005 al 2010 i due soggetti politici hanno costituito una nuova alleanza, il Centro dell'Armonia.
Nel 2010, insieme ad alcune formazioni minori, è confluito nel Partito Socialdemocratico "Armonia".

## Risultati elettorali
| Elezione          | Voti    | %     | Seggi    |
| ----------------- | ------- | ----- | -------- |
| Parlamentari 1995 | 53.041  | 5,6   | 6 / 100  |
| Parlamentari 1998 | 135.700 | 14,20 | 6 / 100  |
| Parlamentari 2002 | 189.088 | 19,09 | 12 / 100 |
| Europee 2004      | 27.506  | 4,81  | 0 / 9    |
| Parlamentari 2006 | 130.887 | 14,42 | 11 / 100 |
| Europee 2009      | 154.894 | 19,93 | 1 / 8    |
| 1. 2.             |         |       |          |